# Batalla de Neerwinden (1793)
En la batalla de Neerwinden, librada el 18 de marzo de 1793, el Ejército austríaco dirigido por el príncipe Josías de Coburgo derrotó a las tropas francesas al mando del general Charles François Dumouriez. Las pérdidas de los vencidos ascendieron a casi cuatro mil hombres. Dumoriez, al terminar la batalla, arrestó a los comisarios de la Convención que habían sido enviados para investigar su conducta, los entregó al enemigo y, a continuación, intentó convencer a sus tropas de marchar sobre París y derrocar al Gobierno revolucionario. El intento fracasó y Dumouriez, con el duque de Chartres (más tarde rey Luis Felipe) huyeron a campo austriaco.
- Datos: Q1085392
- Multimedia: Battle of Neerwinden (1793) / Q1085392